# Giustiniano Participazio
Giustiniano Participazio (også Partecipazio eller Particiaco, Latin: Agnellus Iustinianus Particiacus) (døde 829) var den 11. doge i Venedig i en kort periode fra 827 til hans død. Hans to år som hertug var meget begivenhedsrige. Han blev udnævnt til hypatus og angiveligt også protosebastus af den byzantinske kejser Leo 5. Armeneren.
Giustiniano var bortrejst til Konstantinopel da hans far, den dengang regerende doge Agnello, udpegede hans yngre bror Giovanni til med-doge. Da Giustiniano vendte tilbage, blev han rasende. Agnello udpegede sin tredje søn, som også hed Agnello, til med-doge og begyndte at gå imod Giustiniano, og belejrede ham endda i San Severo. Giustiniano fik imidlertid overtaget og sendte sin yngre bror i eksil. Han efterfulgte sin far dom doge i 827.
Den byzantinske kejser Michael 2. tilbød militær støtte til Venedig til gengæld for et kontingent venetianere til hans ekspedition til Aghlabid på Sicilien. Den vellykkede ekspedition forøgede byens prestige.
Mens striden om de istriske bispesæder mellem patriarken af Grado og patriarken af Aguileia (som var næret af Karl den Store og Lothar 1., arbejdede Giustiniano på at styrke den venetianske kirkes prestige. Ifølge traditionen havde det været evangelisten Markus selv, som først havde prædiket i byen, og mange venetianere tog på pilgrimsrejse til Markus grav i  Alexandria i Ægypten. Ifølge overleveringen beordrede Giustiniano købmændende Buono di Malamocco og Rustico di Torcello til at korrumpere de munke i Alexandria, som bevogtede liget af evangelisten og i hemmelighed stjæle det og føre det til Venedig. Med liget skjult mellem noget flæsk slap det venetianske skib gennem tolden og sejlede ind i Venedig havn den 31. januar 828 med liget af Sankt Markus. Giustiniano begyndte byggeriet af et kapel, som var indviet Sankt Markus og skulle rumme hans rester, den første Basilica di San Marco i Venedig.
Giustiniano tilbagekaldte sin bror Giovanni fra Konstantinopel, fordi han ikke havde fået sønner med sin kone, og udpegede ham til at fortsætte byggeriet af den nye kirke til Venedigs nye skytshelgen. Giovanni efterfulgte den aldrende Giustiniano ved dennes død det følgende år.